# Bataille d'Athenry (1316)
Pour les articles homonymes, voir Bataille d'Athenry.
Expédition écossaise en Irlande
Batailles
- Moiry Pass
- Connor
- Kells
- Skerries
- Athenry
- Lough Raska
- Dysert O'Dea
- Faughart

La seconde bataille d'Athenry opposa le 10 août 1316, près de la ville Athenry en Irlande, le roi Felim mac Aeda Ua Conchobair de Connacht et ses alliés aux forces anglo-normandes commandées par Guillaume le Gris, de la famille de Bourg.

## Contexte
La bataille d'Athenry est traditionnellement considérée comme une victoire des Anglo-Normands sur les royaumes gaéliques d'Irlande toutefois le conflit est lié à l'origine de la rivalité des Ua Conchobair et des Ua Briain dans l'ouest de l'Irlande et il intervient à l'époque où Edouard Bruce tente de s'imposer comme « roi d'Irlande » depuis 1315 dans l'est.
De retour dans le Connacht, Guillaume le Gris, prend part à la bataille décisive qui se livre aux portes d’Athenry, le 10 août 1316 et qui l'oppose à Felim mac Aeda Ua Conchobair, le jeune roi de Connacht qui veut chasser définitivement les Anglo-Normands du Connacht car il estime que la famille de Bourg est très affaiblie après la défaite du comte d'Ulster l’année précédente devant les Écossais.

## Forces en présence
Dans le camp des vainqueurs on trouve :
- Guillaume de Bourg, dit le Gris, tout juste revenu de sa captivité en Écosse ;
- Richard de Clare ;
- Richard de Berminghan, seigneur d'Athenry, nommé « Mac Feorais » par les Irlandais ;
- Muircheartach mac Toirdhelbaich Ó Briain († 1343), roi de Thomond.

Guillaume de Bourg et Richard de Clare n'agissent jamais de concert car leurs ambitions sont rivales dans le Connacht.Leur collaboration dans ce combat est liée à leur opposition commune à Edouard Bruce.
Le camp opposé rassemble :
- le jeune roi Felim mac Aeda Ua Conchobair de Connacht.
- Donnchad mac Domnaill Ó Briain († 1317), roi déposé et prétendant au royaume de Thomond appuyé par Ua Maelsheslainn de la lignée des anciens rois de Mide, Ua Ruiarc de Breifne, Ua Ferghail, roi de Conmaicne et Tadhg mac Domnaill Ó Cellaigh, roi d'Uí Maine.

On ne connait pas les forces en présence toutefois les morts sont nombreux dans les rangs des « hommes du Connacht » dont Fedlimid Ua Cochobair lui-même et son vassal Tadhg Ua Cellaigh (anglais O'Kelly) roi d'Uí-Maine  Il s'agit de partisans d'Edouard Bruce qui n'est pas présent lors de la bataille alors que ses alliés Angus Og MacDonald et Ruaidhrí Mac Ruaidhrí avec leurs mercenaires Gallowglass sont actifs dans l'ouest de l'Irlande à cette époque n'interviennent pas.

## Conséquences
Le pouvoir de Muichertach Ui Briain et des descendants de Tagd de Caluisce est affirmé sur le Thomond bien que Donnchad mac Domnall s'échappe vivant du combat. Pour Edouard Bruce et Robert Ier Bruce la défaite de leurs alliés irlandais est un revers important. L'année suivante lorsqu'Edouard Bruce traverse l'Irlande pour aller soutenir le Clan de Ruad Ua Briain contre Muirchertach Ua Briain il doit se retirer face à des forces supérieures. Il sera d'ailleurs tué par les Anglais près de Dundalk le 14 octobre 1318.

## Source
- (en) Clifford Rogers The Oxford Encyclopedia of Medieval Warfare and Military Technology, Volume « Athenry, Battle of » p. 92-93